# دیوید اکلز
دیوید توماس اَکلز (انگلیسی: David Ackles؛‏ ۲۰ فوریهٔ ۱۹۳۷ – ۲ مارس ۱۹۹۹) خواننده-ترانه‌سرا، پیانیست و بازیگر کودک اهل ایالات متحده آمریکا بود.
 او بین سالهای ۱۹۶۸ تا ۱۹۷۳ چهار آلبوم ضبط کرد.
او طی سال‌های فعالیتش چندین اجرای زنده داشت.